# Liste des maires de La Baule-Escoublac
La liste des maires de La Baule-Escoublac présente un historique des maires de la commune française de La Baule-Escoublac située dans le département de la Loire-Atlantique et la région des Pays de la Loire.

## La mairie

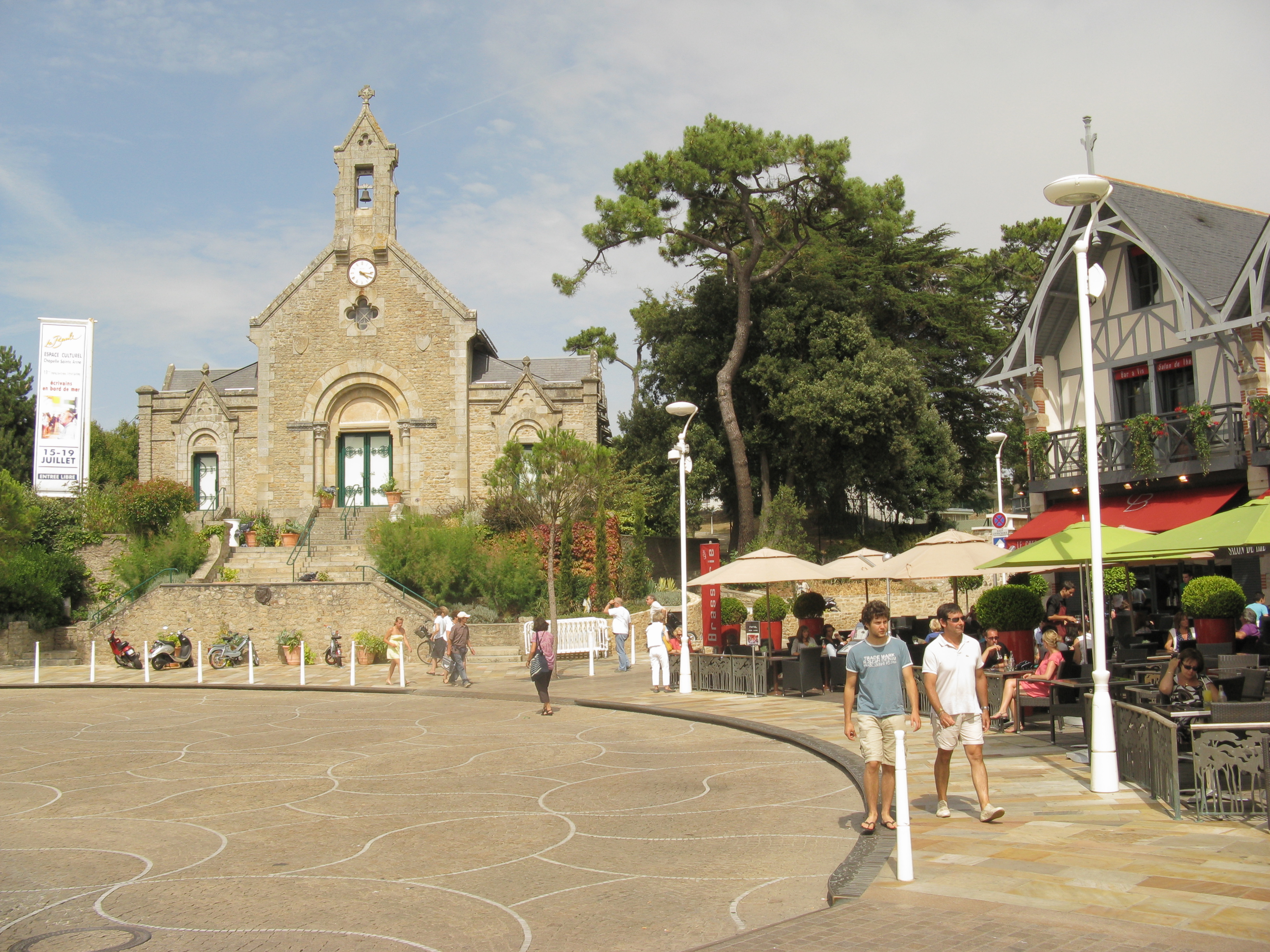
La place du maréchal Leclerc dans le centre-ville de La Baule-Escoublac

## Liste des maires
| Période                                  | Période  | Identité                                                               | Étiquette        | Qualité |
| ---------------------------------------- | -------- | ---------------------------------------------------------------------- | ---------------- | --- |
| 1790                                     | 1791     | Mathurin Phelippès de Beauregard                                       |                  | abbé de la paroisse Saint-Pierre d’Escoublac                                                                               |
| 1791                                     | 1795     | Julien Letexier                                                        |                  | |
| 1800                                     | 1815     | Pierre Chaffiraud                                                      |                  | |
| 1815                                     | 1816     | M. de Sécillon                                                         |                  | |
| 1816                                     | 1826     | Louis Le Pourceau de Tréméac                                           |                  | |
| 1826                                     | 1831     | Olivier Berthaud                                                       |                  | |
| 1832                                     | 1835     | François Pierre Dauce                                                  |                  | |
| 1835                                     | 1837     | Jacques Olivier                                                        |                  | |
| 1837                                     | 1848     | François Pierre Dauce                                                  |                  | |
| 1848                                     | 1852     | Pierre Berthaud                                                        |                  | |
| 1852                                     | 1870     | Étienne Breny                                                          |                  | |
| 1870                                     | 1871     | Jean-Marie Le Gall                                                     |                  | |
| 1871                                     | 1876     | Étienne Breny                                                          |                  | |
| 1876                                     | 1884     | François Athanase Durand                                               |                  | |
| 1884                                     | 1891     | Jean-François Sohier                                                   |                  | |
| 1891                                     | 1900     | François Athanase Durand                                               |                  | |
| 1900                                     | 1917     | Édouard Trabaud-Kirkham (d)                                            |                  | premier maire non originaire d'Escoublac, ancien directeur de la Grande distillerie de la Madone (d) à Puteaux             |
| 1917                                     | 1925     | André Pavie                                                            |                  | avocat, puis vice-président de la société des Instituts marins                                                             |
| 1925                                     | 1935     | Marie Roger Maury de Lapeyrouse-Vaucresson dit Roger de Lapeyrouse (d) |                  | Industriel, conseiller général de la Loire-Inférieure (canton de Guérande) (1913-1937)                                     |
| 1935                                     | 1939     | Louis Lajarrige                                                        |                  | ancien ouvrier chaudronnier, ancien responsable syndical national, ancien député de la Seine                               |
| 1939                                     | 1945     | Marcel Rigaud (d)                                                      |                  | Entrepreneur en construction                                                                                               |
| 1945                                     | 1971     | René Dubois                                                            | FNRI             | Médecin, chef de clinique ; résistant ; député, sénateur, conseiller général du canton de Guérande                         |
| 1971                                     | 1995     | Olivier Guichard                                                       | UDR puis RPR     | Député de la Loire-Atlantique, conseiller général du canton de Guérande, président de la région Pays de la Loire, ministre |
| 1995                                     | 2020     | Yves Métaireau (d)                                                     | UDF, UMP puis LR | Financier, président des maires de la Loire-Atlantique                                                                     |
| 2020                                     | En cours | Franck Louvrier                                                        | LR               | Communicant, conseiller régional des Pays de la Loire (depuis 2010)                                                        |
| Les données manquantes sont à compléter. |          |                                                                        |                  | |

## Pour approfondir